# حبض
حُبَض أو عَلاك جنس من حوالي 200 نوع من النباتات المزهرة في فصيلة حُبَضيات. أنواعه شجيراتٌ وجنباتٌ برية وزراعية تزيينية، بعضها عروة وبعضها عابل الأوراق. أوراقها كاملة متقابلة اهليلجية النصل، بارزة العروق والشرايين. إزهرارها فردي أو عثكولي التجميع محوري الارتكاز. أزهارها جميلة الشكل متعددة الألوان. من المحتمل أن يكون الجنس هذا قد نشأ في قارة الجندوان في الأصل، يمتد نطاقها الحالي من أستراليا وأُقيَنُسْيَة وشرق آسيا وبعض أجزاء من إفريقيا.

## أنواع مختارة

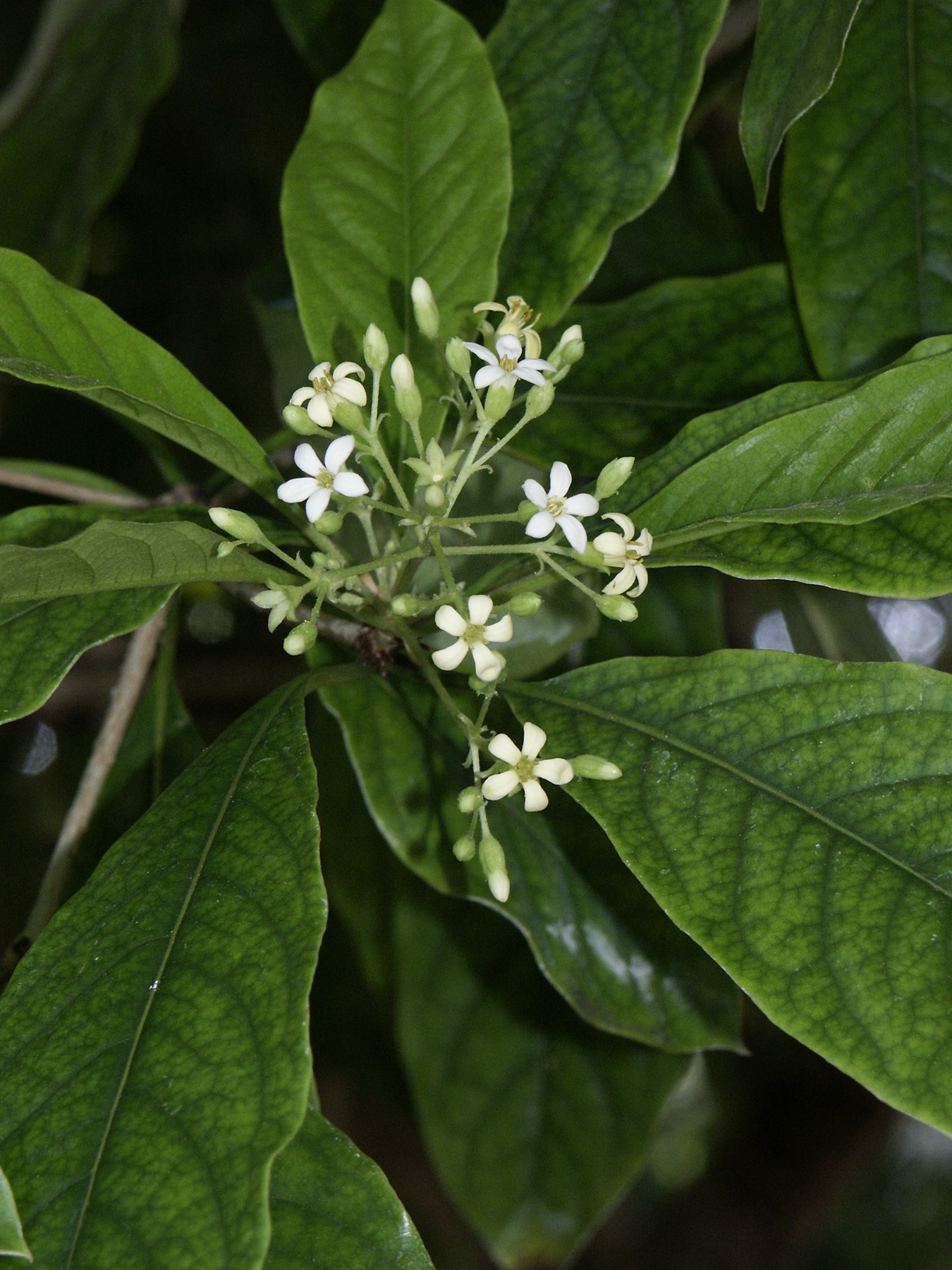
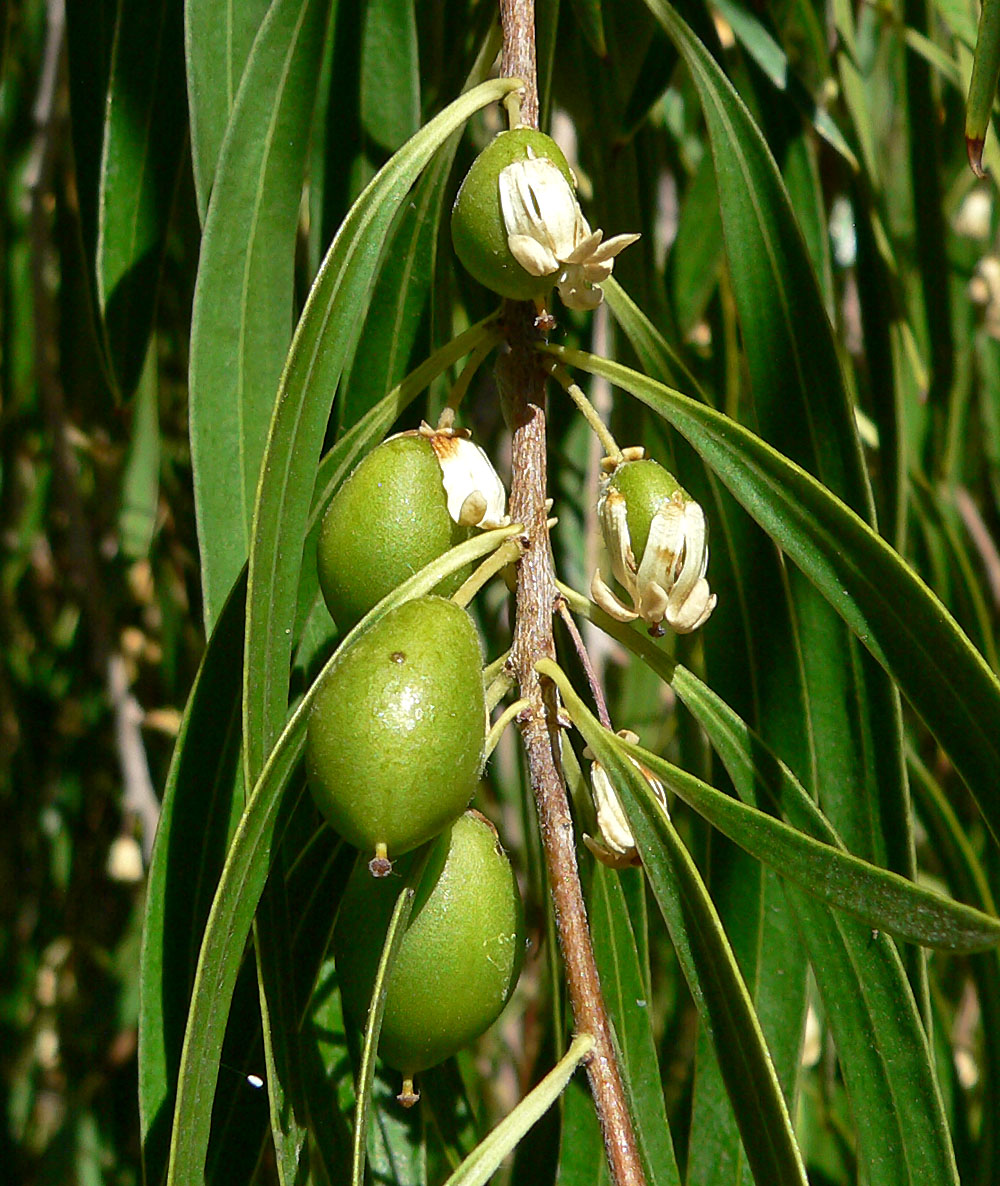
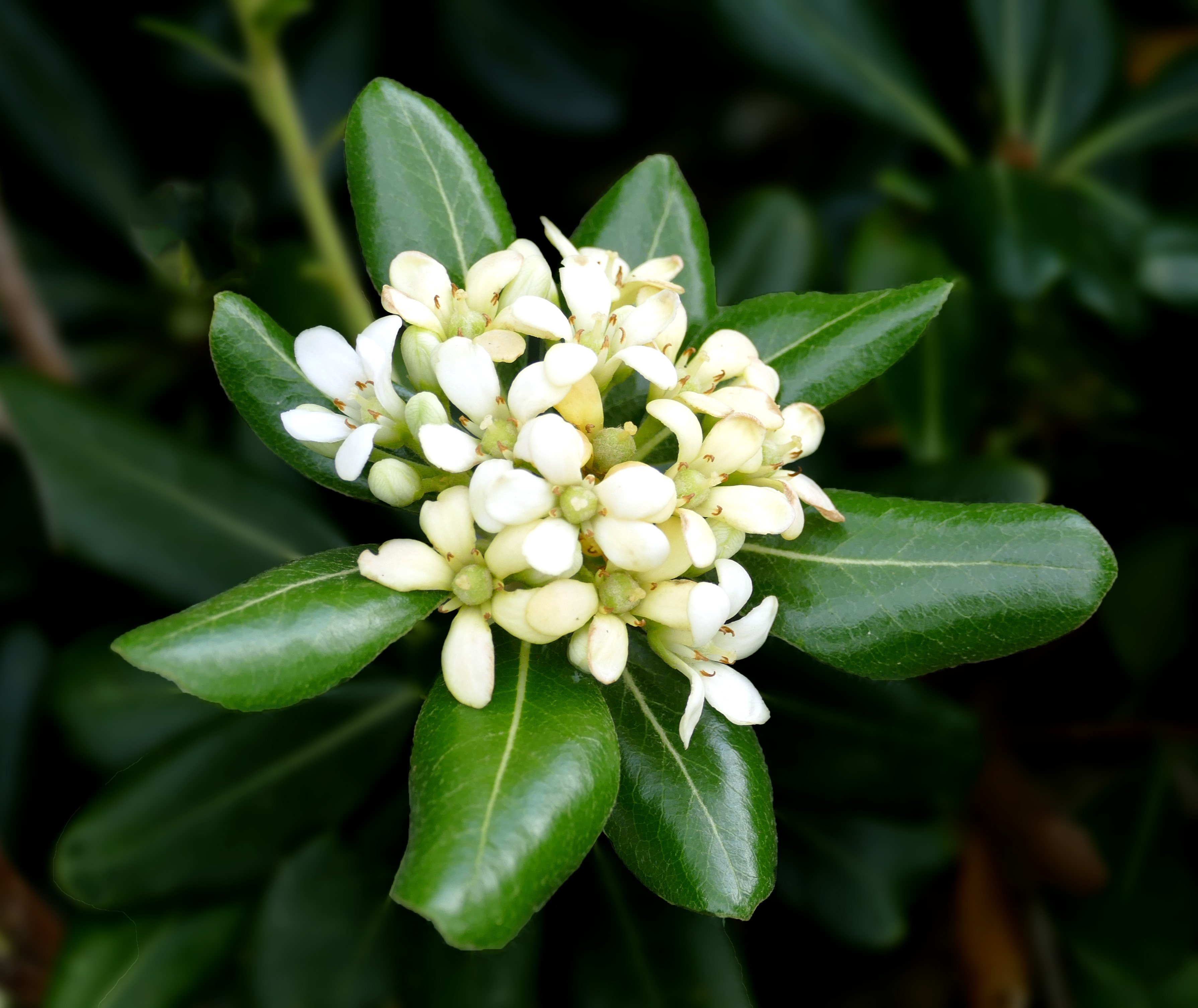